# Sonata para piano n.º 30 (Beethoven)
A Sonata para piano n.° 30 em mi maior, opus 109, é uma sonata para piano composta por Ludwig van Beethoven em 1820. É uma obra dedicada a Maximiliana Brentano, filha do seu amigo e patrono das artes Antonie Brentano.
Antepenúltima das sonatas de Beethoven, a sonata n.° 30 tem três movimentos:
- Vivace ma non troppo - Adagio espressivo
- Prestissimo
- Andante molto cantabile ed espressivo et Variations I à VI indicado em alemão como Gesangvoll, mit innigster Empfindung

O primeiro andamento, na forma allegro-sonata, é surpreendentemente breve: dura entre 3 e 4 minutos, com um primeiro tema cuja exposição dura apenas cinco segundos.
O segundo andamento, em mi menor, segue o primeiro sem que tenha finalizado o seu último acorde, um processo similar ao usado antes pelo compositor, por exemplo, para ligar o segundo e terceiro andamentos da sua sonata n.º 13. Embora a sua estrutura responda à forma sonata, apresenta carácter de scherzo e passagens contrapontísticas.
O último andamento é um tema com seis variações, cujo tempo base se mantém constante, enquanto a velocidade e virtuosismo aumentam ao subdividir progressivamente os compassos.
A data da estreia desta peça é desconhecida. Os primeiros pianistas a executar em público as últimas sonatas de Beethoven, incluindo a opus 109, foram Franz Liszt, que as incluía regularmente nos seus programas da década de 1830, e Hans von Bülow, que tocava várias num mesmo serão musical.

## Partitura

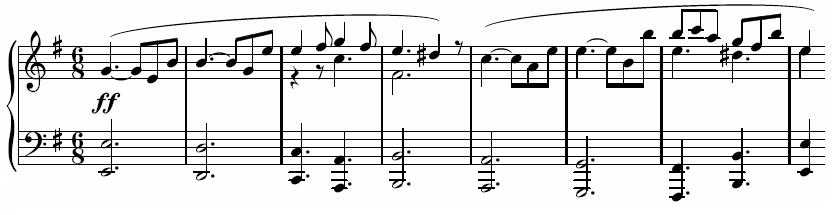
Início do segundo andamento da sonata para piano opus 109 de Beethoven

- Sonata para piano n.° 30 de Beethoven: partituras livres no International Music Score Library Project.